# Der Soldat von La Ciotat
Die von Bertolt Brecht geschriebene Kalendergeschichte Der Soldat von La Ciotat basiert auf den Erlebnissen eines vom Ersten Weltkrieg gezeichneten französischen Soldaten, der nun an einer unerklärlichen Krankheit leidet. Die Kurzgeschichte ist eine Kritik Brechts an der radikalen Kriegsführung von großen Herrschern und der damit verbundenen Ausnutzung „ihrer“ Soldaten. Brecht will damit die Sinnlosigkeit aller Kriege aufzeigen.

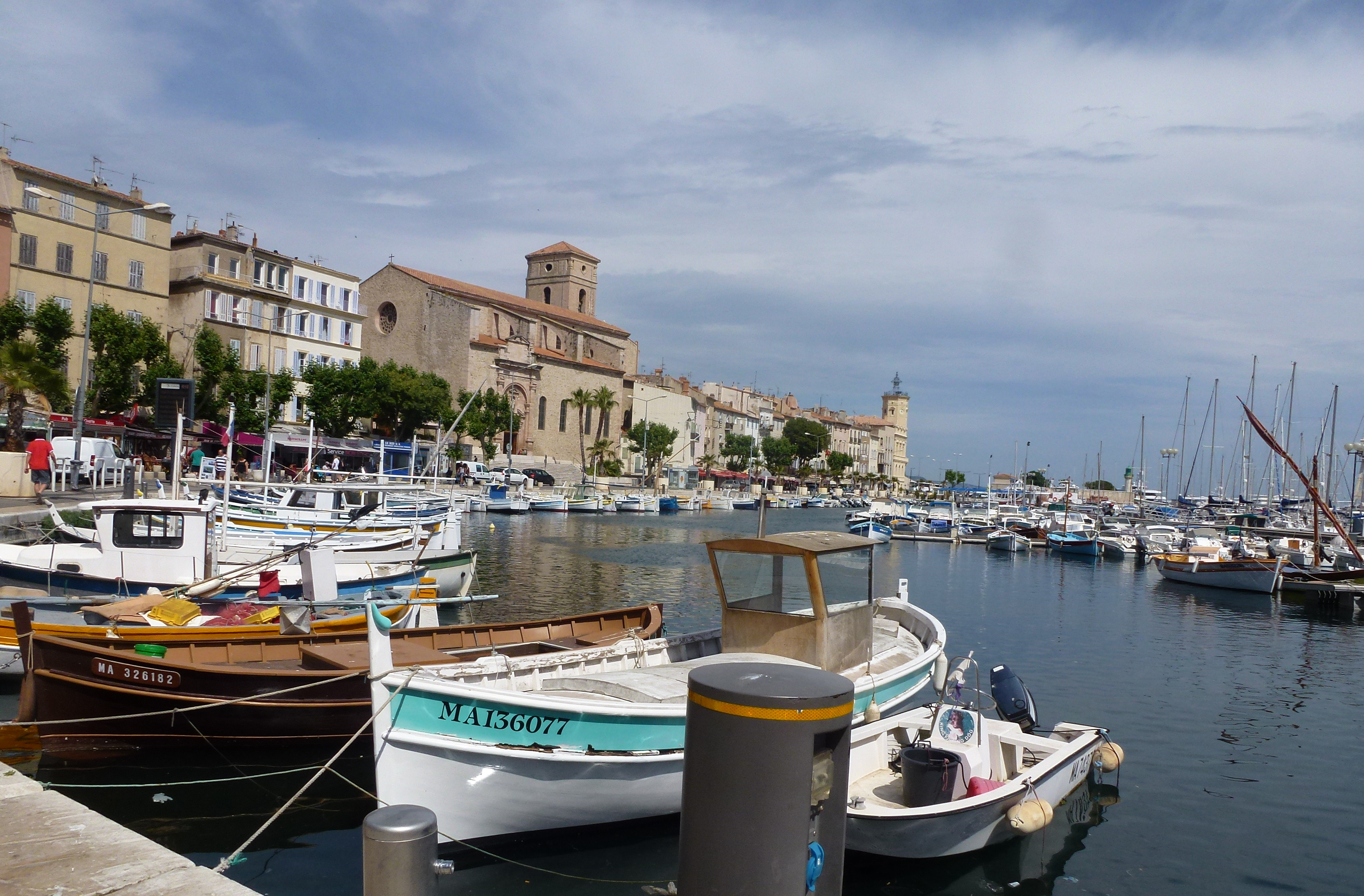
Die südfranzösische Hafenstadt La Ciotat

## Entstehung
Brecht begann 1929 mit dem Schreiben und beendete das Werk um 1935, bevor er 1937 das Buch schließlich veröffentlichte. Das Werk gehört zu den Svendborger Gedichten. Mit der Machtübernahme der Nationalsozialisten 1933 in Deutschland flüchtete Brecht ins benachbarte Dänemark, wo er bis zur deutschen Invasion Dänemarks 1940 blieb. Von Dänemark aus flüchtete Brecht weiter in die USA. Brecht sah die nationalsozialistische Gefahr schon früh voraus und wusste die Absichten Hitlers zu verstehen, so dass Brecht schon vor der Machtübernahme der Nationalsozialisten mit dem Schreiben begann. Die Kurzgeschichte wurde auf marxistischem, liberalem Fundament errichtet, wobei Brecht die Schlechtigkeit aller Kriege der Menschheitsgeschichte anprangert. Dieses Fundament der Geschichte war den Nationalsozialisten ein Dorn im Auge, da diese Expansionsgedanken hatten und somit ein Krieg unvermeidlich war. Schlussendlich konnte die Kurzgeschichte „Der Soldat von La Ciotat“ bei der Zivilbevölkerung zu wenig Aufmerksamkeit erlangen, so dass die Geschichte nie einen hohen Bekanntheitsgrad erreichte.

## Inhalt
Die Kalendergeschichte „Der Soldat von La Ciotat“ von Bertolt Brecht handelt von einem ehemaligen französischen Soldaten namens Charles Louis Franchard. Er leidet unter einer posttraumatischen Belastungsstörung und bettelt in der südfranzösischen Hafenstadt La Ciotat um Geld. Der Soldat wird von Brecht als plakatives Beispiel für das gesamte Soldatentum im Verlauf der Menschheitsgeschichte eingesetzt. Er kritisiert damit die Leidensbereitschaft der Soldaten, welche durch Herrscher schamlos ausgenutzt wird.

## Form
Brechts „Der Soldat von Ciotat“ lässt sich in drei Teile gliedern, die sich sprachlich voneinander differenzieren. Mit zunehmender Länge der kurzen Erzählung nimmt auch deren sprachliche Komplexität zu. In der gesamten Erzählung kommen einige Wörter aus dem militärischen Bereich vor, was der Erzählung einen aggressiven Unterton gibt.
Der erste Teil geht vom Anfang bis „eine kleine Gabe“, der zweite Teil beginnt mit „Wir warfen eine Münze“ und endet mit „hinter sich den General“ und der dritte Teil geht vom „Unzählige Hände“ bis zum Ende.
Anfangs verwendet Brecht meist Parataxen, also kurze Sätze. Ein Wir-Erzähler beschreibt was zu sehen ist, was den Leser dazu führen soll, sich mit dem Erzähler zu personifizieren.
Im zweiten Teil hingegen benützt Brecht praktisch nur noch Hypotaxen. In diese langen Sätze schiebt Brecht auch immer wieder Nebensätze, sogenannte Parenthesen, ein, die das Lesen komplizierter machen. Auffällig ist, dass Brecht in diesem Abschnitt den heldenhaften Soldaten als „er“ beschreibt, während Brecht im ersten Abschnitt „er“ für den verschütteten Soldaten benützt. Dies führt dazu, dass Brecht aus dem Einzelfall das Typische ableitet. Zu Beginn des Abschnitts benützt Brecht den Genitivus possessivus, um zu verdeutlichen, dass die Soldaten ihren Herrschern gehören und keine eigenen Entscheidungen treffen können. Später benützt Brecht das Partizip, was die Erzählung sehr bildlich macht. Brecht vergleicht weiter verschiedene militärische Herrscher und deren typische Merkmale, um zu zeigen, dass das Phänomen des naiven Gehorchens zum einen zeitlos, zum anderen global ist. Zum Ende des Abschnitts stellt Brecht die Sinnfrage indirekt, was den Leser zum Denken anregen soll und sich somit Neologismen bilden.
Im letzten Teil setzt Brecht viele Ausrufe ein, hinter denen sich Metaphern verstecken, und es folgt ein abruptes Ende mit zwei Fragen, die je nach Betrachtung als rhetorisch oder „echt“ betrachtet werden können.

## Interpretation

### Interpretation des ersten Teils
Im ersten Teil der Kurzgeschichte, beschreibt Brecht die Stimmung in der kleinen südfranzösischen Hafenstadt La Ciotat, in welcher zur Feier eines Schiffstapellaufs auf einem öffentlichen Platz das bronzene Standbild eines Soldaten der französischen Armee zur Schau gestellt wird. Dies geschah in der Nachkriegszeit des Ersten Weltkriegs, wobei zu deuten ist, dass die Euphorie über den großen Sieg gegen die Mittelmächte enorm war. Das lyrische Ich und sein Begleiter nähern sich dem Standbild des Soldaten und bemerken, dass es ein lebendiger Mensch war, der in voller Kriegsausrüstung, bronzen angemalt, auf einem Steinsockel steht. Brechts Absicht mit dem Steinsockel ist es, den Soldaten aus dem Geschehen hervorzuheben, damit jedermann ihn sehen kann.
Zu den Füßen des Soldaten lehnt ein Stück Pappe, auf dem „Der Statuenmensch“ steht, gefolgt mit dem Namen des bronzenen Soldaten: Charles Louis Franchard, ein ehemaliger Soldat der französischen Armee, welcher im Ersten Weltkrieg kämpfte. Er hat aufgrund einer Verschüttung, die er durch Bombendetonationen erlitten hat, die ungewöhnliche Fähigkeit, vollkommen unbeweglich zu verharren, deshalb Statuenmensch. Diese Verschüttung erlitt er vor der hart umkämpften, französischen Stadt Verdun. Verdun war eine der sichersten Festungen im gesamten Ersten Weltkrieg. Diese Krankheit sei von vielen Professoren untersucht wurden, und selbst diese fanden keine Antwort auf die mysteriöse Krankheit. Unter dem Namen des bronzenen Soldaten wird nach Spenden gebeten, da er ein Familienvater ohne Stellung ist. Diese unerklärliche Krankheit macht den Soldaten arbeitsunfähig.
Die wahre Absicht Brechts kennt nur Brecht selbst, jedoch kann auf einige Hinweise in der Kurzgeschichte gedeutet werden. Jedoch wird vermutet, dass Brecht die bronzene Farbe gewählt hat, weil er damit die Feier des Kriegsende und der Armee, abschwächen wollte. Der bronzene Soldat soll den Sieg im Ersten Weltkrieg symbolisieren. Neben dem glorreichen Sieg über die Mittelmächte, brachte der Krieg viel Leid und Trauer in die Bevölkerung und zerstörte manches Menschenleben. Diese traurigen Tatsachen können nicht mit der goldenen Farbe symbolisiert werden, da Krieg für so ein wertvolles Gut viel zu fürchterlich ist. Brecht wählte gezielt eine französische Stadt, in welcher das Kriegsende gefeiert wird, aus. Dadurch will er die deutsche Bevölkerung auf die Kriegsniederlage von 1918 aufmerksam machen, in der Hoffnung, dass sich die Deutschen gegen einen erneuten Kriegsausbruch wehren.

### Interpretation des zweiten Teils
Im zweiten Teil beschreibt Brecht vor allem die heroischen Taten der Soldaten sowie deren Missstände. Zu Beginn des zweiten Teils werfen sie dem Soldaten eine Münze zu und gehen „kopfschüttelnd“ weiter. Dieses Kopfschütteln bezieht sich nicht auf den Soldaten, sondern auf das Unverständnis für den Krieg und die grausamen Folgen.
Weiter beschreibt Brecht den Soldaten als Protagonist des Kriegsgeschehens, welcher alle großen Heldentaten ermöglicht. Er zählt die Herrscher Cäsar, Alexander der Grosse und Napoleon auf. Der Soldat wird mit den Bogenschützen des Cyrus, Sichelwagenlenker des Kambyses, Lanzenreiter des Dschingis-Khan, Schweizer des XIV. Ludwig und des I. Napoleon Grenadier verglichen. All diese Krieger waren sehr erfolgreich und gefürchtet. Brecht will damit ausdrücken, dass der Soldat all diese Heldentaten und Tapferkeit verkörpert. Der Soldat musste eine hohe Leidensbereitschaft aufweisen und ist nun fühllos wie ein Stein. Er wurde „[d]urchlöchert von Lanzen“ oder „[a]ngefahren von den Streitwagen, denen des Artaxerxes und denen des General Ludendorff“ oder „[z]ertrampelt von den Elefanten des Hannibal und den Reitergeschwadern des Attila“. Brecht bringt noch ein paar weitere Beispiele. Diese Geschehnisse wiederholen sich in der Geschichte über Jahrtausende und die Soldaten werden uns immer als Helden vorgestellt. Faktisch wissen sie allerdings nie, warum sie so viel Leid auf sich nehmen müssen. Durch so viel Leid entstehen dann die Langzeitschäden, wie sie auch bei dem Soldaten von La Ciotat auftreten.

### Interpretation des dritten Teils
Der erste Ausruf stellt metaphorisch die Heimatfront dar, ohne die kein Krieg stattfindet und soll zeigen, dass nicht nur die Soldaten an der Front leiden und hart arbeiten müssen, sondern die ganze Bevölkerung. Das zeigt, dass nicht nur die Soldaten das Phänomen verkennen, sondern auch der Rest der Bevölkerung. Dies kann indirekt als Kritik an den Gesellschaften aufgefasst werden, die sich nie auflehnten gegen den Herrscher und sich nie hinterfragten. Der zweite Ausruf zeigt in einer Metapher den Grund der Herrscher, warum sie Krieg führten. Einerseits lässt sich das Staatsgebiet erweitern und man ist mächtiger, andererseits kann der Herrscher dadurch sein Reichtum vergrößern, indem er beispielsweise die Staatskassen anderer Länder plündert.
Der dritte Ausruf stellt als Metapher dar, dass Kriege überall stattfinden, da die Soldaten in allen Sprachen angefeuert werden. Dies ist eine Kritik an die gesamte Weltbevölkerung, da offenbar in keiner Gesellschaft die Sinnlosigkeit von Krieg erkannt wird und soll den Leser zum Nachdenken animieren. Der vierte Ausruf soll zeigen, dass den Soldaten vorgemacht wurde, sie würden das Richtige machen und dass mit Gottes Beistand alles gut werde. Ebenfalls kann er als Kritik an der Kirche angesehen werden, da auch die Kirche sich an Kriegen beteiligte.
In der ersten Frage wir die Ironie deutlich, mit der Brecht den Krieg beschreibt. Ein unerschütterlicher Soldat erleidet aufgrund einer Verschüttung eine unheilbare Krankheit! Doch dies ist ein Widerspruch, denn wie kann jemand Unerschütterliches verschüttet werden. Damit will Brecht zeigen, dass die Soldaten keine Steine sind, sondern auch Menschen mit Gefühlen.
Die zweite Frage ist nicht minder ironisch, denn heilbar ist die Krankheit nur, wenn entweder bei einer Kriegshandlung keine Verschüttungen auftreten, was sehr unwahrscheinlich ist, oder es keinen Krieg mehr geben würde, denn dann gäbe es keine Soldaten mehr und es gäbe keine Verschüttungen aufgrund von kriegerischen Handlungen mehr.

## Diverses
Bei der Erzählung können Zusammenhänge zu anderen Kurzgeschichten aus Brechts Kalendergeschichten ausgemacht werden. Die Hauptthematik mehrerer Werke ist die Kriegsgeschichte, beispielsweise in den Kurzgeschichten „Die zwei Söhne“, „Cäsar und sein Legionär“, „Der verwundete Sokrates“ und „Mein Bruder war ein Flieger“. Das Gedicht „Fragen eines lesenden Arbeiters“ zeigt, wie „Der Soldat von La Ciotat“, die Anonymität der Kriegsopfer und das zeitlose Phänomen der Kriege und stellt die Lösung der Fragen des dritten Teils dar.

## Wirkung/Rezeption
Die Kurzgeschichte erreichte keinen hohen Bekanntheitsgrad, da sie weder verfilmt noch in einem Theater aufgeführt wurde.
Mit historischem Abstand betrachtet hatte die Kurzgeschichte keine nennenswerten Auswirkungen. Für ein Verständnis der in der Geschichte dargestellten Zusammenhänge und angesprochenen historischen Personen ist ein leicht erweitertes Wissen über die Menschheitsgeschichte im Allgemeinen und die Kriegsgeschichte im Speziellen hilfreich.